# Life on Display
Life on Display è il terzo album studio del gruppo statunitense post-grunge Puddle of Mudd. L'album è stato prodotto da John Kurzweg, che aveva precedentemente lavorato con nomi quali Creed, Socialburn e No Address. Nonostante le recensioni generalmente negative, l'album ha raggiunto la posizione numero 20 della classifica Billboard Top 200 Albums ed ha sfornato un singolo hit, Away from Me, che è arrivato sulla vetta della classifica Mainstream Rock Tracks. Dall'album sono stati tratti altri due singoli, Spin You Around e Heel Over Head; per tutti è tre i singoli è stato girato un video musicale.
Life on Display ha venduto 706 191 copie negli Stati Uniti, molte meno rispetto alla precedente opera dei Puddle of Mudd, Come Clean, che ha venduto più di tre milioni di copie solo in patria ed ha ottenuto tre dischi di platino.

## Storia
I Puddle of Mudd hanno iniziato a scrivere il materiale per questo album mentre erano in tour nel 2002, arrivando a registrare 18 canzoni. Dopo aver passato più di otto mesi in diversi studio per registrare il materiale, alcune canzoni sono state escluse: Bleed, poi diventata un B-side, è stata inserita nella colonna sonora del film The Punisher. Una canzone non pubblicata, Galvanic, ha ottenuto una discreta attenzione a causa del fatto che Scantlin ha pianto mentre ne registrava il playback.

## Promozioni
Il video di Away from Me è stato inserito nella decima stagione del programma televisivo Making the Video, di MTV. I Puddle of Mudd hanno suonato quattro canzoni dell'album durante l'episodio di debutto di 7th Avenue Drop, un programma di Fuse TV, il 25 novembre. Inoltre, Nothing Left to Lose è stata la sigla principale della WWE Royal Rumble 2004.

## Responso della critica
Il responso iniziale della critica per Life on Display è stato generalmente poco favorevole. Su Metacritic, che assegna un punteggio da 1 a 100 per la critica di materiale mainstream, in una media su sette recensioni l'album ha ricevuto un mediocre 37. Life on Display ha ricevuto recensioni tendenti dalla mediocrità alla scarsezza su Entertainment Weekly, E Online ed AllMusic. Christian Hoard di Rolling Stone ha dato all'album una mera stella su 5.

## Tracce
Testi e musiche di Wes Scantlin, tranne dove indicato.
1. Away from Me – 4:00
2. Heel Over Head – 4:05
3. Nothing Left to Lose – 4:30
4. Change My Mind – 4:20 (testo: Scantlin, Ardito)
5. Spin You Around – 4:27
6. Already Gone – 4:32
7. Think – 4:10
8. Cloud 9 – 3:34
9. Bottom – 5:22
10. Freak of the World – 3:36
11. Sydney – 4:58
12. Time Flies – 7:05

Tracce bonus
1. Life Ain't Fair – 3:45
2. Daddy – 4:17
3. Bleed – 3:34 – pubblicato nella colonna sonora di The Punisher

## Crediti
- Wesley Scantlin: voce, chitarra, chitarra acustica
- Paul Phillips: chitarra solista
- Doug Ardito: basso, chitarra acustica
- Greg Upchurch: batteria, percussioni, voce
- Bill McGathy: tamburello
- Peter Katsis: triangolo

Crediti ulteriori:
- John Kurzweg: produttore esecutivo, ingegnere del suono
- Andy Wallace: mixaggio